# Theridion urucum
Theridion urucum är en spindelart som beskrevs av Claude Lévi 1963. Theridion urucum ingår i släktet Theridion och familjen klotspindlar. Inga underarter finns listade i Catalogue of Life.